# Opus 217. Portrait de Félix Fénéon
 (mai 2020).

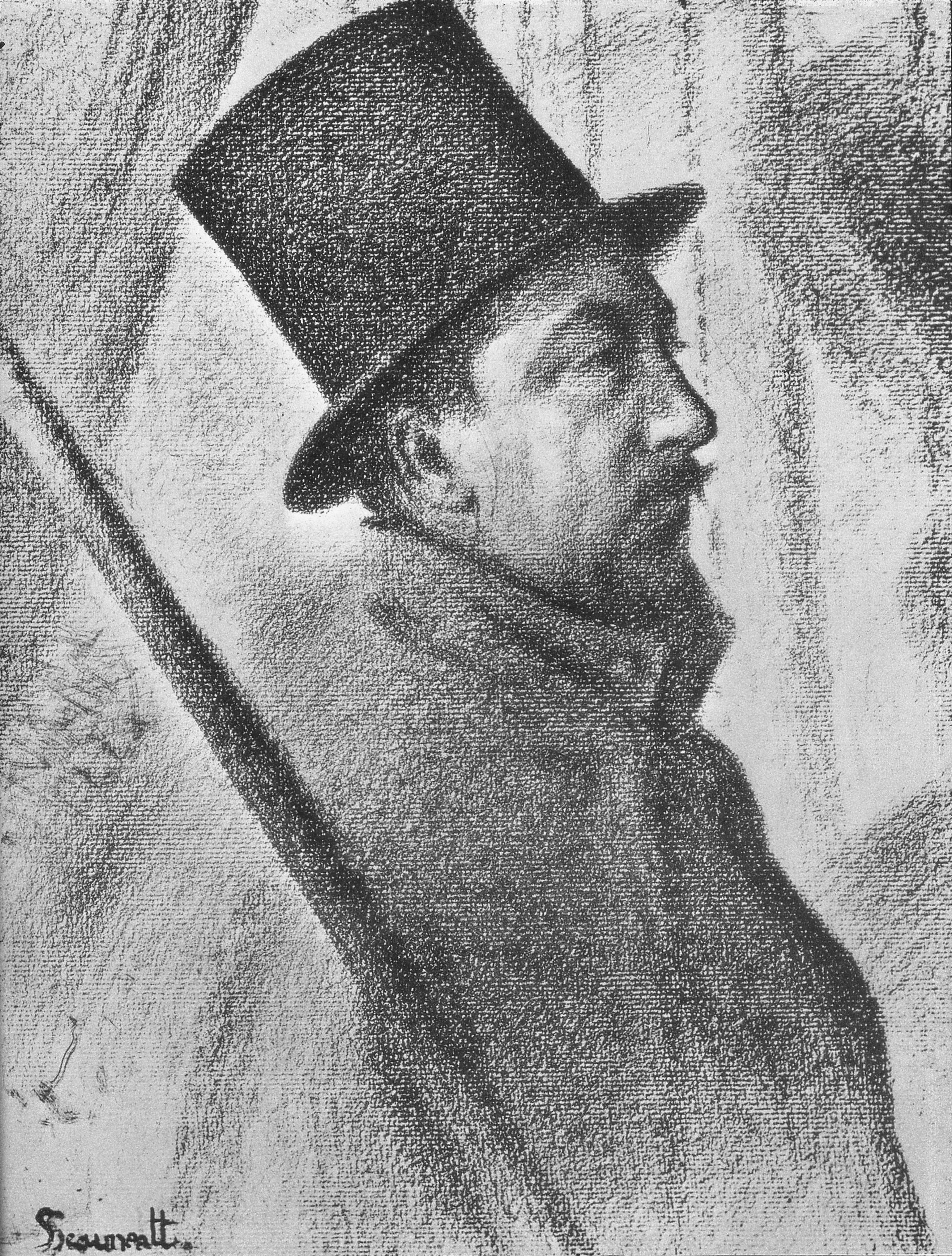
Georges Seurat. Portrait de Paul Signac (1890). Collection privée

Opus 217. Portrait de Félix Fénéon (titre complet : Opus 217. Sur l'émail d'un fond rythmique de mesures et d'angles, de tons et de teintes, portrait de M. Félix Fénéon en 1890) est une peinture à l'huile sur toile réalisée en 1890 par l'artiste français Paul Signac. L'œuvre néo-impressionniste représente le critique d'art français Félix Fénéon debout devant un fond tourbillonnant de couleurs. Il est exposé au Museum of Modern Art de New York depuis 1991. 

## Description
L'œuvre est un portrait de profil gauche de Fénéon, avec sa barbiche caractéristique, portant un manteau brun avec un costume noir et une chemise blanche, tenant un chapeau haut de forme noir et une canne de marche dans sa main gauche, et délicatement une fleur de cyclamen dans les doigts de sa main droite tendue. Les angles de la tête, du bras, du coude et de la canne de Fénéon créent un motif en zigzag sur le côté droit du tableau, tandis que la tige incurvée et les pétales de la fleur font écho à la courbe ascendante du bouc de Fénéon. Signac a réalisé le portrait à partir d'un dessin au crayon et d'un dessin à l'huile du sujet, mais sans longues séances. Sa composition peut s'inspirer d'un portrait à la gouache de Signac réalisé en 1890 par Georges Seurat, dans lequel Signac est représenté portant un chapeau haut de forme et portant une canne. Les motifs tourbillonnants en arrière-plan créent un cercle chromatique kaléidoscopique avec des motifs abstraits en huit zones se réunissant en un point central, contrastant avec le portrait figuratif au premier plan de Fénéon et de la fleur. Le choix d'un cyclamen peut être un jeu de mots visuel faisant référence au cycle de couleur en arrière-plan. L'arrière-plan peut avoir été inspiré par une gravure sur bois japonaise des années 1860, peut-être un motif de kimono, qui était dans la galerie de Signac. C'est probablement aussi une référence aux théories esthétiques de Charles Henry, dont le livre de 1885 Introduction à une esthétique scientifique a influencé Signac et Seurat. Le livre de Henry sur la théorie des couleurs et « l'algèbre » du rythme visuel (qui proposait un lien déterministe et calculable entre les stimuli externes et la réaction psychique) a été illustré par Signac (1890). Le titre extrêmement long de la peinture peut avoir été conçu comme une blague sur les prétentions scientifiques d'Henry. Tous trois étaient encore dans leur jeunesse : en 1890, Signac fêtait ses 27 ans, Fénéon avait 29 ans et Henry 31.

## Destinations de l'œuvre
La peinture mesure 73,5 × 92,5 cm. Dans les coins inférieurs, figurent le titre OP. 217, la signature de l'artiste et la date P. Signac 90. Il a été exposé au Salon des Indépendants en 1891, mais n'a pas été bien reçu par la plupart des critiques, qui considéraient que l'arrière-plan dominait la figure du portrait. Signac a ensuite donné le tableau à Fénéon, qui l'a conservé jusqu'à sa mort en 1944. Des œuvres du domaine de Fénéon sont vendues à l'Hôtel Drouot en 1947, et les fonds utilisés par sa veuve pour établir le Prix Fénéon, prix littéraire et artistique. 
La peinture a été donnée au Museum of Modern Art de New York par  Peggy et David Rockefeller en 1991.